# Františka Lotrinská
Františka Lotrinská (listopad 1592 – 8. září 1669, Paříž) byla lotrinská princezna a snacha krále Jindřicha IV. Francouzského. Někdy známá jako Françoise de Mercœur byla členkou mercœurské vedlejší linie svrchovaných lotrinských vévodů a neteří Luisy Lotrinské, manželky francouzského krále Jindřicha III. Františka byla dědičkou svého otce, suo jure vévodkyní z Mercœur a Penthièvre.

## Život

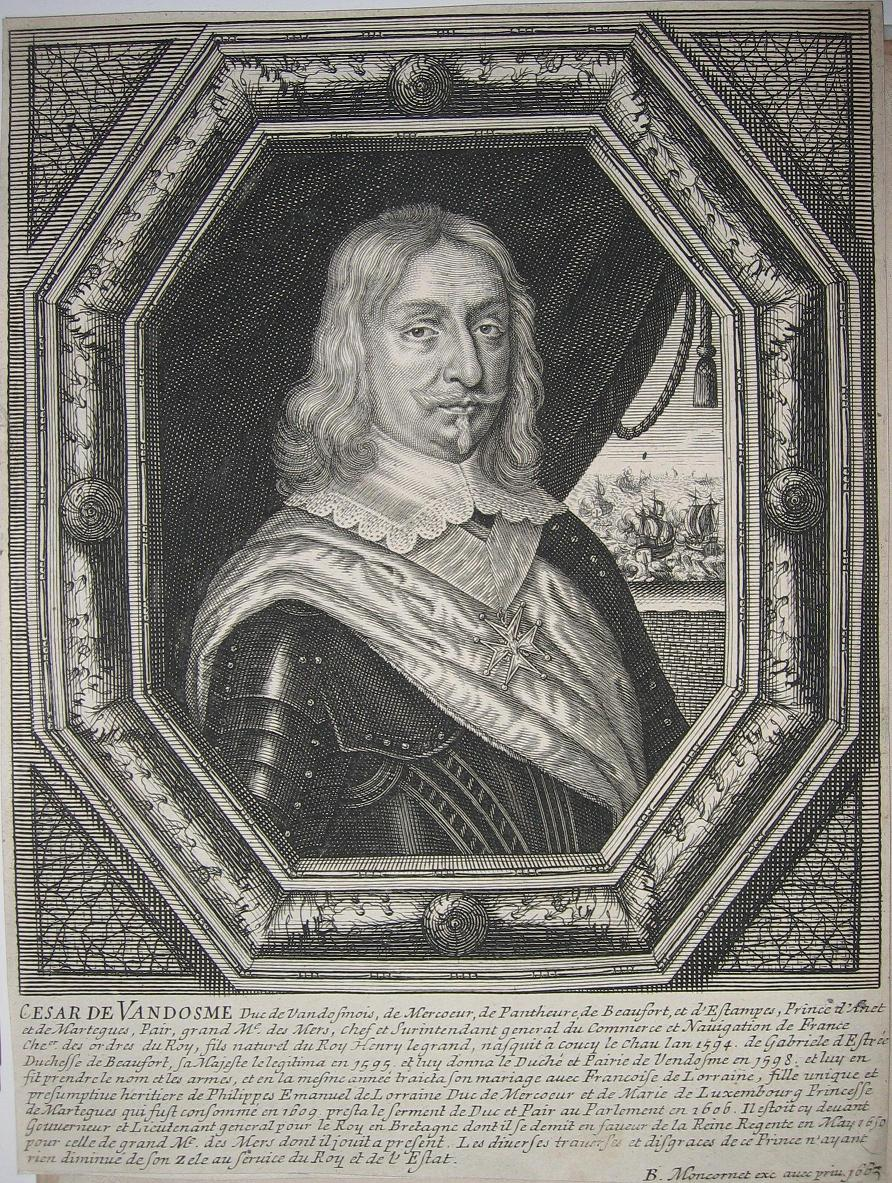
César de Bourbon, vévoda z Vendôme (1594–1665)

Františka se narodila jako mladší ze dvou dětí v listopadu 1592, přesné datum je neznámé; její jediný sourozenec, bratr Filip Ludvík, zemřel v roce 1590, a tak se Františka již narodila jako dědička velkého majetku. Během vlády Jindřicha III. se její otec postavil do čela Katolické ligy v Bretani a v roce 1588 se prohlásil ochráncem katolické cíkve v této provincii. Dovolával se dědičných práv své manželky, která byla potomkem bretaňských vévodů, snažil se v této provincii osamostatnit, v Nantes ustanovil vládu a svého syna nazval "princem a vévodou z Bretaně".

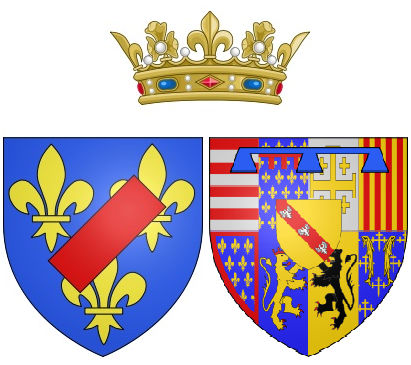
Znak vévodkyně z Vendôme

S pomocí Španělů v roce 1592 u Craonu porazil Jindřicha Bourbona, vévodu z Montpensier, kterého proti němu poslal Jindřich IV. Francouzský. Král poté vytáhl proti Mercœurovi osobně. Součástí míru, který v roce 1596 podepsali, byla manželská smlouva, podle níž se Mercœurova dcera provdala za králova uznaného nemanželského syna.
Francouzi a Španělé pak 2. května 1598 podepsali mírovou smlouvu z Vervins; část smlouvy opět stanovila, že šestiletá Františka bude zasnoubena s nemanželským dítětem Jindřicha IV., Césarem de Bourbon, nejstarším synem krále a jeho milenky Gabrielle d'Estrées.
Svatba se uskutečnila 16. července 1609 na zámku Fontainebleau. Nevěstě bylo 16 let, ženichovi 15. Pár měl tři děti a byl také prarodiči uznávaného vojevůdce le Grand Vendôme. Díky manželské smlouvě získal César právo spravovat manželčin majetek. Zemřel v nemilosti v říjnu 1665 poté, co byl zapojen do Frondy a byl obviněn z pokusu otrávit kardinála Richelieu. V témže roce Františka odjela se svou vnučkou Marií Johannou do Savojska, kde se vnučka 20. května 1665 provdala za savojského vévodu Karla Emanuela II. Vévodství Mercœur a Penthièvre zdědil Františčin nejstarší syn. Zemřela 8. září 1669 v Paříži ve věku 76 let.

## Potomstvo
S Césarem žila Františka v manželství 56 let a měla s ním tři děti:
- 1. Ludvík de Bourbon (1612 Paříž– 6. 8. 1669 Aix-en-Provence), vévoda z Vendôme a z Mercœur
  - ⚭ 1651 Laura Mancini (6. 5. 1636 Řím – 8. 2. 1657 Paříž), neteř kardinála Mazarina
- 2. Alžběta de Bourbon (1614 Paříž – 19. 5. 1664 tamtéž)
  - ⚭ 1643 Karel Amadeus Savojský (12. 4. 1624 – 30. 7. 1652), vévoda z Nemours, zabit svým švagrem při souboji
- 3. František de Bourbon (16. 1. 1616 Coucy – 25. 6. 1669 Heráklion), vévoda z Beaufortu, svobodný a bezdětný